# Griebenowstraße
Die Griebenowstraße ist eine Straße in der Rosenthaler Vorstadt im Berliner Ortsteil Mitte des gleichnamigen Bezirks. Sie ist benannt nach dem Grundbesitzer Christian Wilhelm Griebenow (1784–1865).

## Verlauf
Die Griebenowstraße verläuft von der Schwedter Straße zum Zionskirchplatz, nördlich gibt es eine Verbindung zur Wolliner Straße. Die Nummerierung der Grundstücke erfolgte in Hufeisenform.

## Grundstücke und Bewohner
In der Griebenowstraße 15 steht das Predigerhaus der Zionskirche. In der Griebenowstraße 16 befand sich die Umwelt-Bibliothek. In der Griebenowstraße lebte der Lehrer und Pferdenarr Wilhelm von Osten, der mit seinem Pferd Kluger Hans gegen Ende des 19. Jahrhunderts weit über Berlin hinaus bekannt wurde.